# Sedum crassularia
Sedum crassularia är en fetbladsväxtart som beskrevs av R.-hamet. Sedum crassularia ingår i Fetknoppssläktet som ingår i familjen fetbladsväxter. Inga underarter finns listade i Catalogue of Life.